# Slada
Slada este o arie protejată (arie specială de conservare — SAC, sit de importanță comunitară — SCI) din Suedia întinsă pe o suprafață de 871,7 ha, integral pe uscat.

## Localizare
Centrul sitului Slada este situat la coordonatele 60°31′29″N 17°59′50″E / 60.5248°N 17.9971°E.

## Înființare
Situl Slada a fost declarat sit de importanță comunitară în iulie 2000 pentru a proteja 2 specii de plante și 4 specii de animale. Situl a fost protejat și ca arie specială de conservare în martie 2011.

## Biodiversitate
Situată în ecoregiunile boreală și marină baltică, aria protejată conține 15 habitate naturale: Păduri naturale în etape succesive primare ale suprafețelor emergente de coastă, Păduri fino-scandinave bogate în ierburi cu Picea abies, Lagune de coastă, Mlaștini alcaline, Vegetație perenă pe țărmurile stâncoase, Insulițe și insule mici din Baltica boreală, Mlaștini împădurite, Terase mlăștinoase și terase nisipoase neacoperite de apă la reflux, Roci stâncoase cu vegetație pionieră de Sedo-Scleranthion sau Sedo albi-Veronicion dillenii, Golfuri mici largi și golfuri puțin adânci, Ape puternic oligomezotrofe cu vegetație bentonică cu Chara spp., Pășuni de coastă din Baltica boreală, Taiga vestică, Mlaștini turboase de tranziție și turbării mișcătoare, Păduri caducifoliate de mlaștină fino-scandinave.
La baza desemnării sitului se află mai multe specii protejate:
- plante (2): Buxbaumia viridis, moșișoare (Liparis loeselii)
- amfibieni (1): triton cu creastă (Triturus cristatus)
- nevertebrate (3): Dytiscus latissimus, libelule (Leucorrhinia pectoralis), Vertigo geyeri